# Billetes, billetes...
Billetes, billetes... es una película de Argentina en colores  dirigida por Martín Schor según su propio guion escrito en colaboración con Juana Sanpedro, Horacio del Prado y Roberto O. Perinelli que se estrenó el 6 de octubre de 1988 y que tuvo como principales intérpretes a Julio De Grazia, Ulises Dumont, Haydeé Padilla y Aldo Pastur. Este filme tuvo el título alternativo de Consecuencias.

## Sinopsis
Un comerciante que es un buen padre no tiene escrúpulos para ganar dinero y ecara un negociado que perjudicará al Estado.

## Reparto
- Julio De Grazia
- Ulises Dumont
- Haydeé Padilla
- Aldo Pastur
- Max Berliner
- Mercedes Alonso
- Pía Uribelarrea
- Carlos Romero
- Daniela Berco
- Jorge Schubert
- Diego Martín Fernández
- Oscar Pedraza
- Eduardo Sapac
- Marta Spivak
- Alberto Cardella

## Comentarios
Página 12 escribió:

«Un billete que se queda a mitad de camino entre la fábula y Fausto...Estampa sobre el mundo comercial demasiado esquemática y confusa.»

El Heraldo del Cine escribió:

«Billetes sin ningún valor.»

Manrupe y Portela escriben:

«...O Plata dulce desde otro punto de vista. Un especulador crónico se arrepiente y cambia en el momento justo. Un tem interesante de tratamiento rutinario.»